# هنري جوستين الن
هنري جوستين الن (بالإنجليزية: Henry Justin Allen) (11 سبتمبر 1868—17 يناير 1950) وهو سياسي أمريكي ينتمي إلى الحزب الجمهوري كان الحاكم الرقم 21 لولاية كنساس ما بين عامي1919 إلى عام 1923 وعضو مجلس الشيوخ الامريكى عن ولاية كنساس من عام 1929 إلى عام 1931 الن ولد في مقاطعة وارين بولاية بنسلفانيا الأمريكية عائلته انتقلت إلى ولاية كنساس في سنة 1870. توفي هنري جوستين الن في سنة 1950 بعد اصابته بجلطة دماغية.

## روابط خارجية
- هنري جوستين الن على موقع إن إن دي بي (الإنجليزية)